# Karthyayani Amma
Karthyayani Amma, née vers 1922 à Haripad (Travancore, Inde britannique) et morte le 10 octobre 2023 à Alappuzha (Kerala, Inde), est une femme indienne qui est devenue une célébrité nationale après avoir réussi un examen d'alphabétisation avec les meilleures notes, à l'âge de 96 ans.
Elle est devenue ambassadrice de bonne volonté du Commonwealth of Learning (en), en 2019, et en mars 2020, à l'occasion de la Journée internationale des femmes, elle reçoit la plus haute récompense pour les femmes en Inde, le prix Nari Shakti Puraskar (en français : Prix du pouvoir des femmes), des mains du président indien, Ram Nath Kovind.